# اچ‌ام‌ان‌زداس تاراپونگا
اچ‌ام‌ان‌زداس تاراپونگا (به انگلیسی: HMNZS Tarapunga) یک کشتی است که طول آن ۲۷ متر (۸۹ فوت) می‌باشد.